# James Sikking
James Barrie Sikking (Los Angeles, 5 maart 1934 – aldaar, 13 juli 2024) was een Amerikaans acteur. Sikking heeft in vele films en een aantal televisieseries gespeeld. Zijn bekendste rol is wellicht die van Lt. Howard Hunter in de televisieserie Hill Street Blues (1981-1987). Tussen 1989 en 1993 speelde hij Dr. David Howser in de serie Doogie Howser, M.D.
Sikking wordt soms vermeld als James B. Sikking. Hij is de vader van acteur Andrew Sikking.
Sikking overleed op 13 juli 2024 op 90-jarige leeftijd aan de gevolgen van dementie in zijn huis in Los Angeles.

## Filmografie
- Fever Pitch (2005)
- Submerged (2001) (TV)
- Dead Badge (1995)
- The Pelican Brief (1993)
- Doing Time on Maple Drive (1992) (TV)
- Final Approach (1991)
- Narrow Margin (1990)
- Ollie Hopnoodle's Haven of Bliss (1988) (TV)
- Morons from Outer Space (1985)
- Star Trek III: The Search for Spock (1984)
- Up the Creek (1984)
- The Star Chamber ([1983)
- Outland (1981)
- The Competition (1980)
- Little House on the Prairie (1977) (TV)
- Columbo: Publish or Perish (1974) (niet op de aftiteling)
- The Magnificent Seven Ride (1972)
- Point Blank (1967)
- Five Guns West (1955)